# Internationella valutafonden
Internationella valutafonden, ofta förkortad IMF (engelska: International Monetary Fund; franska: Fonds monétaire international), är en internationell organisation med 190 medlemsländer som enligt sig själv verkar för att säkerställa finansiell stabilitet, underlätta internationell handel, främja hög sysselsättning och hållbar ekonomisk tillväxt och minska fattigdomen runt om i världen.
Fonden beskriver sitt stöd till medlemsländerna i tre punkter:
- Övervakning av nationell, regional och global ekonomisk och finansiell utveckling samt rådgivning angående medlemsländernas ekonomiska politik
- Lån av hårdvaluta till medlemsländerna för att stödja politiska beslut utformade för att korrigera betalningsbalansen, samt
- Teknisk assistans inom dess expertisområde, såväl som utbildning för tjänstemän inom centralbanker och statliga organisationer.

IMF är inte ett organ inom Förenta nationerna, men har (liksom Världsbanken) genom ett avtal ett nära samarbete med FN.

## Historia

### Fondens bildande och syfte
Den 1 till 22 juli 1944 anordnades FN:s monetära och finansiella konferens i Bretton Woods, New Hampshire, USA, där representanter för 45 länder diskuterade hur ekonomiskt samarbete skulle kunna garantera att 1930-talets djupa ekonomiska kris inte återuppstod. Ur konferensen kom två organ att bildas och ett framträdande handelsavtal att slutas.
Internationella banken för återuppbyggnad och utveckling, senare en del av Världsbanken, fick i uppgift att stödja återuppbyggnad av krigshärjade länder. Samtidigt konstaterade konferensdeltagarna att 1930-talets importbegränsningar, drastiska och upprepade devalveringar av lokala valutor i jakt på konkurrenskraft på exportmarknaden samt hårda valutarestriktioner för medborgarna hade varit en starkt bidragande orsak till den minskade världshandeln, vilket i sin tur lett till ökad arbetslöshet och försämrad levnadsstandard. Konkurrensen skulle bestå, men byggas på samarbete och vissa gemensamma grunder. Så småningom slöts ett handelsavtal, General Agreement on Tariffs and Trade, med siktet inställt på utökad och underlättad handel. Redan ett år senare kunde dock Internationella valutafonden inrättas, med uppdrag att bevaka det internationella valutasystemet, försäkra stabila valutakurser och uppmuntra medlemsländerna att avskaffa handelshinder.
I december 1945 undertecknade 29 länder fondens stadgar. Antalet medlemsländer har sedan ökat skarpt i två vågor: dels under 1960-talet, när före detta kolonier blev självständiga stater, och dels under 1990-talet, när länder ur det forna östblocket sökte medlemskap. Vid båda tillfällena konstaterades att de nya medlemsländerna hade helt andra behov än de ursprungliga medlemmarna, varför arbetsmetoder behövde utvecklas och förändras. I juni 2006 uppgick medlemsantalet till 184 länder, vilket grovt överlappar medlemskapet i FN.

### Bretton Woodssystemet (1944–1971)
Den ursprungliga tyngdpunkten på stabila valutakurser tog sig uttryck i det så kallade Bretton Woodssystemet, genom vilket valutafondens medlemsländer förbundit sig till fasta växelkurser. Samtliga medlemmar skulle hålla fast valutakurs gentemot den amerikanska dollarn, samtidigt som USA knöt sin valuta till ett fast inlösenpris i guld. Kursförändringar fick enbart ske för att justera för "grundläggande obalans" i betalningsbalansen.
När USA 1971 beslutade att inte längre garantera dollarvärdet med ett inlösenpris i guld avslutades också Bretton Woodssystemet. Internationella valutafonden har sedan dess gett medlemmarna frihet i hur valutaväxling anordnas, med undantag för inrättande av guldmyntfot. Exempelvis har ett lands valuta knutits till en annan för världsekonomin betydelsefull valuta (dollar, pund, D-mark); att låta valutakursen flyta fritt; att anta ett annat lands valuta som sin egen; eller att delta i ett valutasamarbete (CFA-franc, euro). En senare fixpunkt än den amerikanska guldmyntfoten har varit så kallade särskilda dragningsrätter, som baserats på värdet av ett antal enskilda valutor.
Efter Bretton Woodssystemets fall har några av Internationella valutafondens större utmaningar varit att hantera 1970-talets oljekriser, de galopperande latinamerikanska statsskulderna under 1980-talet, tillväxtmarknadernas växtproblem i Mexiko och Asien under 1990-talet samt Argentinas ekonomiska kris 2001.

## Verksamhet
Internationella valutafonden har sitt säte i Washington, D.C., där mer än hälften av fondens 2 700 medarbetare finns. Därtill kommer kontor i Bryssel, Paris och Tokyo som ansvarar för samverkan med andra internationella och regionala institutioner. Kontoren i New York och Genève har upprättats för samverkan med FN-organ, det senare ansvarar även för kontakten med Världshandelsorganisationen, WTO. Slutligen finns 85 ständiga representanter utskickade i medlemsländer världen över.

### Utlåning av valuta
Fonden har från starten kunnat lämna ekonomiskt stöd till länder med finansiella problem, vilket under Bretton Woodssystemet utnyttjades för att stödja länder med likviditetspåfrestningar som påverkande betalningsbalansen (jämför Riksbankens valutareserv, som kan användas för lån till svenska banker). Då lånen gäller makroekonomiska påfrestningar som förväntas nå balans relativt snabbt, lämnas de för korta perioder. Idag utgör dessa så kallade Stand-by arrangements (ungefär beredskapslån) fondens största lån. Så sent som 1997 introducerade även ett kompletterande valutareservinstitut, som på kort varsel kan ge mycket stora lån med mycket kort förfalloperiod till länder som genomgår en kapitalkris, Supplemental Reserve Facility. IMF:s utlåning har dock minskat kraftigt på senare år, delvis som en konsekvens av att ett antal av de länder som tidigare varit beroende av IMF:s stöd nu byggt upp egna reserver. Bland dessa kan nämnas Brasilien och Argentina samt en rad länder i Sydostasien.
Hur mycket ett land kan låna från IMF beror på dess kvot av särskilda dragningsrätter. Under villkoren för Stand-by arrangements kan ett medlemsland låna upp till 200 procent av värdet av sin kvot årligen upp till maximalt 600 procent av värdet sammanlagt.

### Strukturanpassningsprogram
Sedan skuldkrisen i tredje världen på 1980-talet och mot bakgrund av nyliberalismens allt starkare prägel på internationell ekonomisk politik har IMF i samarbete med Världsbanken låtit utvecklingsländer gå med på "strukturanpassning" i utbyte mot fortsatta internationella lån. Detta innebär att utvecklingsländerna tvingas till en samhällsomfattande ekonomisk avreglering, kraftiga nedskärningar av offentliga utgifter, borttagande av alla handelshinder och subventioner och i många fall även skattesänkningar.
Effekterna av strukturanpassningsprogrammen har lett till att de har blivit hårt kritiserade för att förvärra fattigdomen i de u-länder där de implementeras istället för att förbättra det samhällsekonomiska läget. Enligt en intern utvärdering från 1999 var den huvudsakliga kritiken helt obefogad och IMF menade att det inte alls gick att belägga att fattigdomen förvärrades under strukturanpassningsprogrammen. Enligt utvärderingen är snabb ekonomisk tillväxt det enda sättet att bekämpa fattigdom. I november samma år omorganiserades dock de dåvarande strukturanpassningsprogrammen till Poverty Reduction and Growth Facility som svar på fortsatt omfattande kritik mot programmens innehåll.

### Strukturfonderna
Utvidgade låneinstitutet (Extended Fund Facility) infördes för att hjälpa länders vars betalningsbalansproblem är relaterade till strukturomställningar, och som därför inte kan lösas på kort sikt. Strukturlånen syftar ofta till att underlätta förändringar av marknadens förutsättningar och då särskilt ekonomins utbudssida. Det kan exempelvis handla om skatte- och finansreformer, privatisering av statliga företag och ökad flexibilitet på arbetsmarknaden.

### Fattigdomsbekämpning
Från 1986 har också särskilda fonder för fattigdomsreducering skapats och flertalet av fondens lån faller inom denna kategori. Fattiga medlemsländer kan genom fonderna få lån med låg ränta och mycket lång löptid (0,5 %, 10 år) för att underlätta tillväxt. Till grund för utbetalningar ur fattigdomsfonderna ligger Internationella valutafondens analyser av landet; som motprestation kan fonden ställa krav eller villkor som rör den ekonomiska politiken i landet. Hit hör även fondens arbete med FN:s millenniemål. Internationella Valutafonden har på senare år kritiserats dels för att de krav som ställs inte leder till önskat resultat och dels att kraven kör över demokratiska beslutsprocesser i utvecklingsländerna. Kritiken har bland annat framförts i två omfattande rapporter från IMF:s egna utvärderingsenhet IEO.

### Finanstekniskt bistånd
Under 1980- och 1990-talen har även ett tekniskt bistånd till uppbyggnad av medlemsländers centralbank, bank- och finansväsen samt skattesystem utgjort ett viktigt stöd till u-länderna. Fondens lobbyverksamhet av för överstatliga organisationer traditionellt slag – det vill säga publicering av rapporter baserade på analyser, prognoser och utvärderingar av medlemsländernas ekonomiska och finansiella politik – har också utgjort ett betydande verktyg för fonden och dess arbete.

## Organisation

### Guvernörsstyrelsen
IMF:s högsta styrelse är guvernörsstyrelsen där varje medlemsland utser en representant och en suppleant, i regel landets finansminister eller centralbankschef. Guvernörsstyrelsen har formellt beslutsfattande för övergripande frågor såsom dragningsrättskvoter, tolkning av fondens stadgar, påbörjande eller avslutande av länders medlemskap mm. I realiteten sammanträder guvernörsstyrelsen endast en gång om året och man låter de flesta beslut fattas i exekutivstyrelsen.

### Exekutivstyrelsen
Exekutivstyrelsen är formellt underordnad guvernörsstyrelsen men leder i praktiken fondens arbete och sammanträder i regel flera gånger i veckan. Styrelsen består av 24 ledamöter som representerar en valkrets var. Varje valkrets representerar en geografisk grupp av medlemsländer med undantag för de största ekonomierna som utgör egna valkretsar, antalet ingående länder i varje valkrets är dock inte jämnt. Sverige ingår till exempel i den nordisk-baltiska valkretsen tillsammans med sju andra länder, i den sydasiatiska valkretsen finns bara fyra länder och i valkretsen Afrika Grupp 1 ingår 22 länder. De länder som utgör egna valkretsar är USA, Japan, Tyskland, Frankrike, Storbritannien, Kina, Ryssland och Saudiarabien. Exekutivstyrelsen väljer IMF:s verkställande direktör på femåriga mandat.

### Röstsystem
I Internationella valutafonden har inte varje medlemsland en likvärdig röst i styrelsebeslut utan istället används en form av graderad rösträtt baserad på ett medlemslands innehav av särskilda dragningsrätter. Innehavet av dragningsrätter bestäms av en fast kvot som fastställs av IMF på beräkningar av landets bruttonationalprodukt, ekonomiska öppenhet samt utlandsreserver. Innehavet av dragningsrätter avgör förutom röststyrkan även vad medlemslandet ifråga ska betala i årsavgift till IMF och hur mycket det kan låna. Guvernörsstyrelsen inledde 2008 en reform av ländernas kvoter till viss fördel för de stora tillväxtekonomierna vilken trädde ikraft 2011. G20-mötet 2010 beslutade om ytterligare en reform som skulle bli den mest radikala i IMF:s historia och innebära ett signifikant skifte av representation och kvotinnehav bland medlemsländerna, men dessa förändringar har däremot inte trätt ikraft.
Alla beslut i IMF, inklusive val av verkställande direktör och förändringar av länders kvoter, måste fattas med minst 85 procent kvalificerad majoritet vilket ger ett de facto veto till USA som har 16,75 procent av rösterna.

## Ägande över och röststyrka i IMF
| Medlemsland                  | Kapitalandel: Miljoner dragningsrätter | Kapitalandel: Procent av det totala | Guvernör            | Suppleant                 | Antal röster | Procent av totalt antal röster |
| ---------------------------- | -------------------------------------- | ----------------------------------- | ------------------- | ------------------------- | ------------ | ------------------------------ |
| USA                          | 42 122,4                               | 17,69                               | Jack Lew            | Janet Yellen              | 421 961      | 16,75                          |
| Japan                        | 15 628,5                               | 6,56                                | Taro Aso            | Haruhiko Kuroda           | 157 022      | 6,23                           |
| Tyskland                     | 14 565,5                               | 6,12                                | Wolfgang Schäuble   | Jens Weidmann             | 146 392      | 5,81                           |
| Frankrike                    | 10 738,5                               | 4,51                                | Pierre Moscovici    | Christian Noyer           | 108 122      | 4,29                           |
| Storbritannien               | 10 738,5                               | 4,51                                | George Osborne      | Mark Carney               | 108 122      | 4,29                           |
| Kina                         | 9 525,9                                | 4,00                                | Zhou Xiaochuan      | Yi Gang                   | 95 996       | 3,81                           |
| Italien                      | 7 882,3                                | 3,31                                | Pier Carlo Padoan   | Ignazio Visco             | 79 560       | 3,16                           |
| Saudiarabien                 | 6 985,5                                | 2,93                                | Ibrahim A. Al-Assaf | Fahad Almubarak           | 70 592       | 2,80                           |
| Kanada                       | 6 369,2                                | 2,67                                | Jim Flaherty        | Stephen Poloz             | 64 429       | 2,56                           |
| Ryssland                     | 5 945,4                                | 2,50                                | Anton Siluanov      | Sergey Ignatyev           | 60 191       | 2,39                           |
| Indien                       | 5 821,5                                | 2,44                                | P. Chidambaram      | Raghuram Rajan            | 58 952       | 2,34                           |
| Nederländerna                | 5 162,4                                | 2,17                                | Klaas Knot          | Hans Vijlbrief            | 52 361       | 2,08                           |
| Belgien                      | 4 605,2                                | 1,93                                | Luc Coene           | Marc Monbaliu             | 46 789       | 1,86                           |
| Brasilien                    | 4 250,5                                | 1,79                                | Guido Mantega       | Alexandre Tombini         | 43 242       | 1,72                           |
| Spanien                      | 4 023,4                                | 1,69                                | Luis de Guindos     | Luis M. Linde             | 40 971       | 1,63                           |
| Mexiko                       | 3 625,7                                | 1,52                                | Luis Videgaray      | Agustín Carstens          | 36 994       | 1,47                           |
| Schweiz                      | 3 458,5                                | 1,45                                | Thomas Jordan       | Eveline Widmer-Schlumpf   | 35 322       | 1,40                           |
| Sydkorea                     | 3 366,4                                | 1,41                                | Jaewan Bahk         | Choongsoo Kim             | 34 401       | 1,37                           |
| Australien                   | 3 236,4                                | 1,36                                | Wayne Swan          | Martin Parkinson          | 33 101       | 1,31                           |
| Venezuela                    | 2 659,1                                | 1,12                                | Jorge Giordani      | Nelson José Merentes Diaz | 27 328       | 1,08                           |
| Resterande 166 medlemsländer | 62 593,8                               | 28,79                               | -                   | -                         | 667 438      | 30,05                          |

## Internationella valutafondens verkställande direktörer
| Period                | Namn                   | Land          |
| --------------------- | ---------------------- | ------------- |
| 1946-05-06–1951-05-05 | Camille Gutt           | Belgien       |
| 1951-08-03–1956-10-03 | Ivar Rooth             | Sverige       |
| 1956-11-21–1963-05-05 | Per Jacobsson          | Sverige       |
| 1963-09-01–1973-08-31 | Pierre-Paul Schweitzer | Frankrike     |
| 1973-09-01–1978-06-16 | Johannes Witteveen     | Nederländerna |
| 1978-06-17–1987-01-15 | Jacques de Larosière   | Frankrike     |
| 1987-01-16–2000-02-14 | Michel Camdessus       | Frankrike     |
| 2000-05-01–2004-03-04 | Horst Köhler           | Tyskland      |
| 2004-06-07–2007-11-01 | Rodrigo Rato           | Spanien       |
| 2007-11-01–2011-05-18 | Dominique Strauss-Kahn | Frankrike     |
| 2011-07-05–2019-09-12 | Christine Lagarde      | Frankrike     |
| 2019-10-01–           | Kristalina Georgieva   | Bulgarien     |

## Kritik
Det finns en omfattande kritik mot IMF. Organisationen Overseas Development Institute (ODI) som undersökte verksamheten 1980 innehöll kritik som ger stöd åt kritiken framförd av aktivisten Titus Alexander och som av honom sammanfattas i begreppet global apartheid.
- industriländernas roll dominerar över utvecklingsländer
- IMF utgår alltför ensidigt från att finansiella obalanser mellan länder beror på interna orsaker och underskattar hur de påverkas av externa händelser, som 1973 års oljekris.
- Vissa policies kan vara utvecklingsdämpande; exempelvis deflation, vilket IMF ser som önskvärt, kan leda till kraftigt negativa effekter i den lokala ekonomin.

Organisationen ODI:s slutsats var att IMF:s policy inte tog tillräcklig hänsyn till utvecklingsländers politiska ambitioner, samtidigt som IMFs policies inte var flexibla
Förutom ovanstående ha IMF också kritiserats för att alltför mycket föra fram miljöskadliga projekt, exempelvis inom olje- och kolindustrin samt på och skogsavverknings- och jordbruksområdet. IMF har som svar på denna kritik i en rapport 2010 föreslagit inrättandet av IMF Green Fund.